# Yndi Halda
Yndi Halda (Uttalas jin-di hal-da) är ett postrockband från Canterbury i England. Bandnamnet är hämtat från den fornnordiska dikten Hrafnagaldr Óðins och betyder ungefär "Ta del av evig lycka".

## Medlemmar
Nuvarande medlemmar
- James Vella – gitarr, banjo,  piano, orgel, keyboard, sång, klockspel (2001–)
- Jack Lambert – gitarr (2001–)
- Simon Hampshire – basgitarr (2016–)
- Daniel Neal – fiol (2001–)
- Oliver Newton – trummor (2001–)
- Phil Self – keyboards (2016–)

Tidigare medlemmar
- Brendan Grieve – basgitarr (2001–2007, 2007–2016)
- Alexander Petersen – basgitarr (2016)
- Daniel Lovegrove – basgitarr (2007)

## Diskografi
Studioalbum
- Under Summer (2016)

EP
- Enjoy Eternal Bliss (23 januari 2007)

Singlar
- "A Sun-Coloured Shaker" (2018)